# 广喊渡口
23°53′08″N 97°37′18″E / 23.88550°N 97.62153°E
广喊渡口，是中华人民共和国云南省德宏州瑞丽市弄岛镇广喊的一个中缅边境渡口，通跨南畹河，后被取缔。

## 特点
广喊有渡口，位于南畹河上，1975年开始摆渡有木船1只。1988年，广喊公路建成通车后，雷允通道成为中国广喊通往缅甸棒喊的要道。广喊渡口逐渐丧失功能。2020年2月28日，瑞丽市人民政府颁布公告，对渡口渡船进行整改，取缔19个渡口，其中包括广喊渡口。

## 相关
- 雷允通道